# Tie My Rope
Tie My Rope è un singolo del gruppo heavy metal finlandese Children of Bodom, estratto dal sesto album in studio Blooddrunk e pubblicato nel 2007. La canzone è stata inclusa anche nella compilation Viva La Bands, Vol. 2, contenente brani scelti da Bam Margera e inclusi nella trasmissione Viva la Bam.

## Formazione
- Alexi Laiho − voce, chitarra
- Roope Latvala − chitarra
- Janne Wirman − tastiere
- Hennka T. Blacksmith − basso
- Jaska Raatikainen − batteria